# Bombylius roonwali
Bombylius roonwali är en tvåvingeart som beskrevs av Zaitzev 1988. Bombylius roonwali ingår i släktet Bombylius och familjen svävflugor. Inga underarter finns listade i Catalogue of Life.